# Nicolae I. Bosie Codreanu
Nicolae Ion Bosie-Codreanu (n.  ?) a fost un politician moldovean, ales în Sfatul Țării. 

## Biografie
Nicolae Ion Bosie-Codreanu a studiat la un liceu real, apoi a fost șef de gară la Cazatin, în ținutul Hotin.
A fost tatăl lui Nicolae N. Bosie-Codreanu.

## Sfatul Țării
Ca deputat în Sfatul Țării, fiind ales ca reprezentant al moldovenilor de peste Nistru, a votat unirea Basarabiei cu România la ședința din 27 martie 1918, dar și la cea din 27 noiembrie 1918.

## Galerie

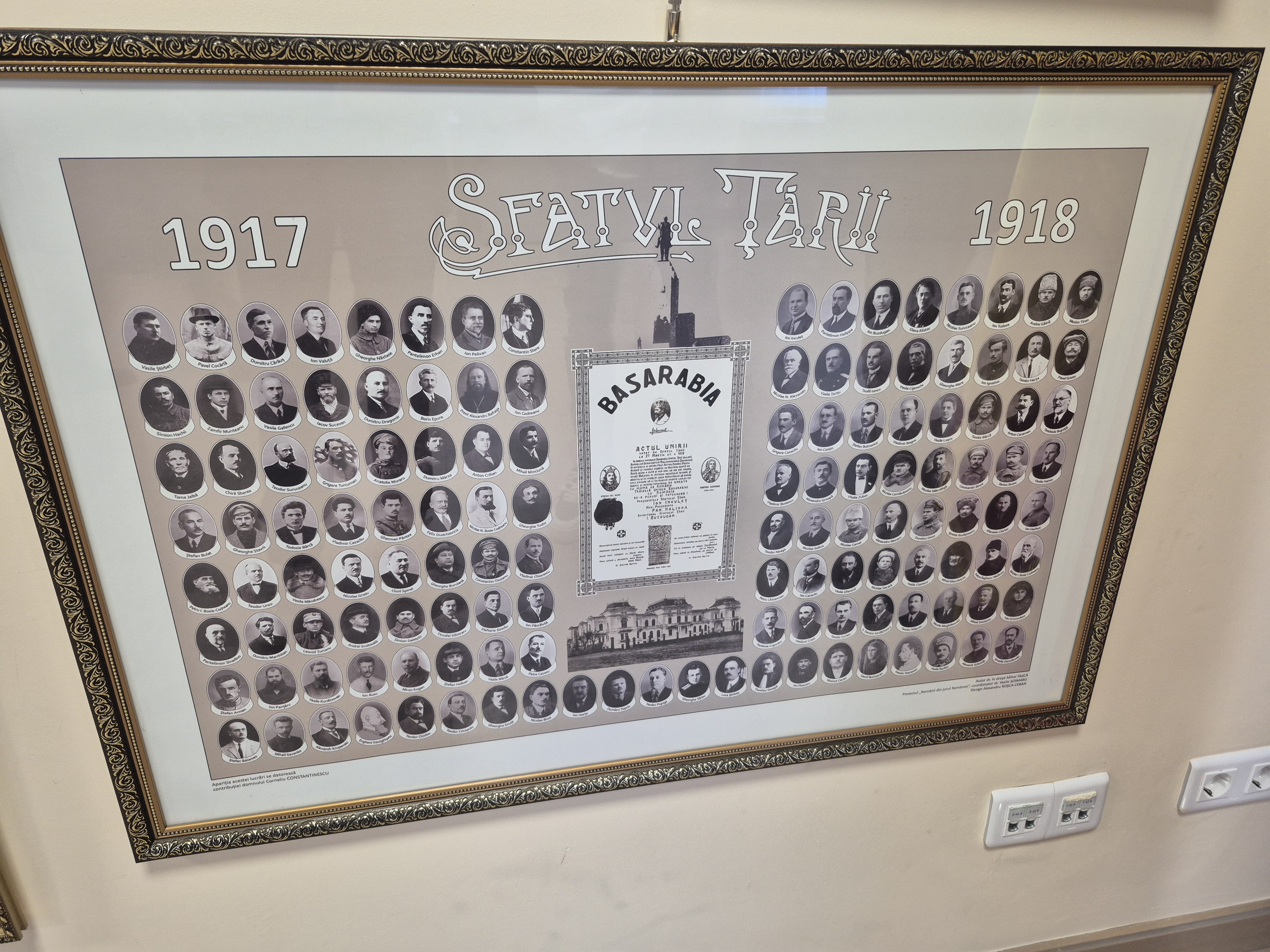
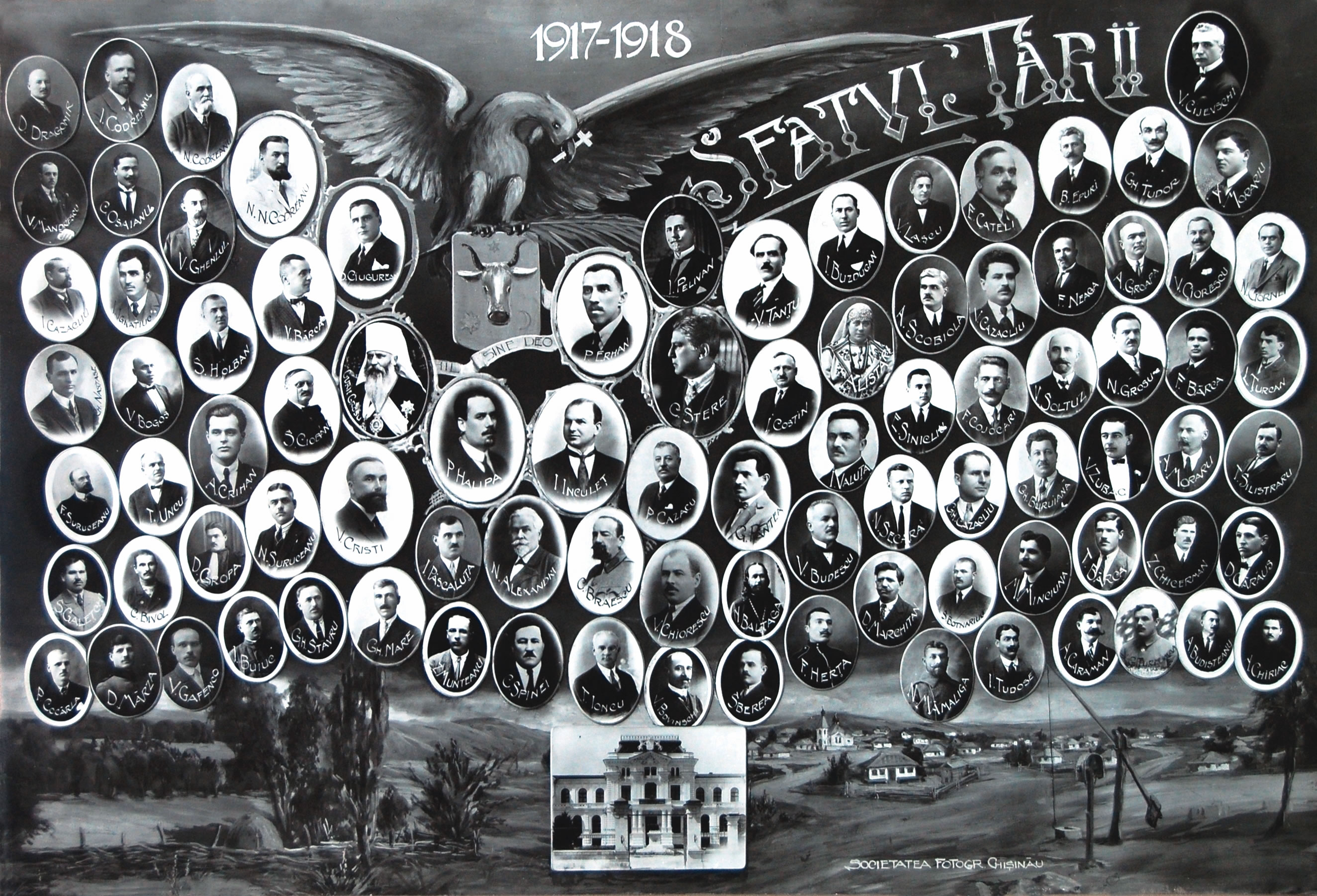